# Rhinopalpa polynice
Rhinopalpa polynice ou Sorcier est une espèce d'insecte lépidoptère qui appartient à la famille des Nymphalidae, à la sous-famille Nymphalinae et au genre Rhinopalpa.
Ce papillon vit dans les forêts tropicales d'Asie du Sud et d'Asie du Sud-Est.

## Description

### Papillon
L'imago du Sorcier est un assez grand papillon qui a de 7 à 8 cm d'envergure.

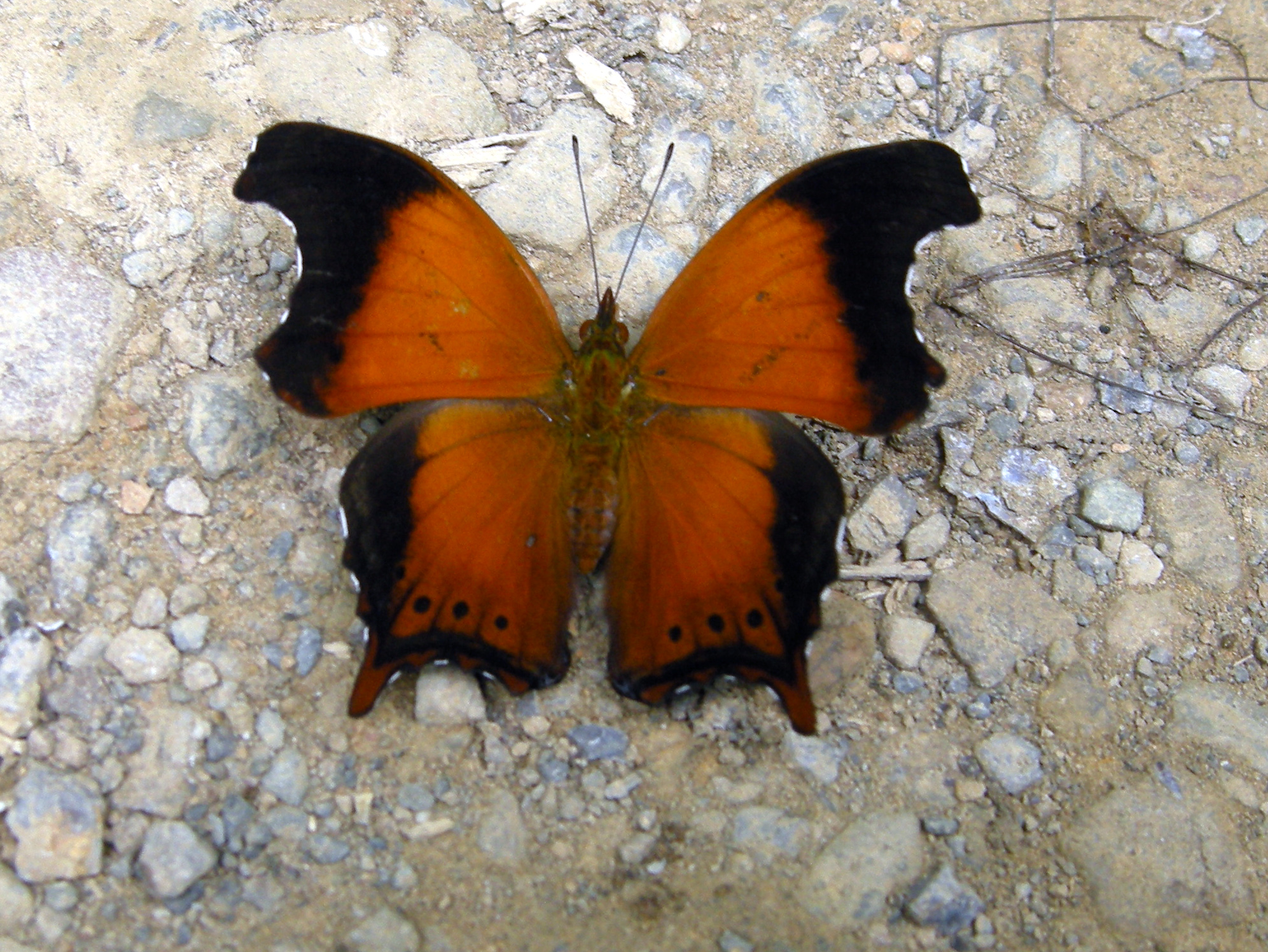
Sorcier, parc national de Kaeng Krachan, Thaïlande

Il est de couleur brun orange intense avec une bordure marron-noir. 

### Chenille
La chenille se développe sur l'"ortie" Poikilospermum suaveolens.